# Национална гимназия за древни езици и култури
Националната гимназия за древни езици и култури „Св. Константин-Кирил Философ“ (съкратено НГДЕК) е национална българска класическа гимназия със седалище в град София.

## История и ръководство
Гимназията е открита на 10 октомври 1977 г. в София от Комитета за култура благодарение на застъпничеството на покойните вече Людмила Живкова и проф. Александър Фол.
Пръв неин директор е Гергина Тончева, която е на поста от 10 октомври 1977 г. до 8 ноември 2010 г. След пенсионирането ѝ Министерството на културата назначава за директор Силвия Бакърджиева, дотогавашна преподавателка по старогръцки език и помощник-директор по учебната дейност в гимназията. След излизането ѝ в майчинство през 2012 г. на нейно място е назначена Мариела Папазова, дотогавашна преподавателка по история в НГДЕК, спортна журналистка и сестра на Тити Папазов. Папазова уволнява дисциплинарно 4-ма учители, което води до вътрешни конфликти в гимназията, разделящи възпитаници и преподаватели на два лагера. През 2015 г. тя е избрана за постоянен директор. Тя е избрана за директор и през 2024 г. През декември 2023 г. година родители и бивши преподаватели и възпитаници на гимназията изпращат отворено писмо до отговорните институции, сигнализирайки за серия нередности според тях в управлението на НГДЕК – необяснимо високи цени за униформи, съкращаване на специалисти и основни учебни предмети, неадекватна материална база. Класическата гимназия е подложена на проверки от страна на Инспектората на Министерството на културата.
НГДЕК дълго време няма собствена сграда. До 1994 г. се помещава в сградата на 12 СУ „Цар Иван Асен II”, а след това за известно време остава без покрив. След това се мести в кв. „Модерно предградие“, като за кратко през 1995 г. учебните занятия се провеждат в сградата на НМУ „Любомир Пипков“. От 2013 г. гимназията, освен сградата в кв. „Модерно предградие“, използва и сграда на Женски пазар.
Патронен празник на гимназията е 11 май – според църковния календар ден на Св. Равноапостоли Кирил и Методий.
На 14 февруари 2019 г., когато се навършват 1150 години от Успение Кирилово, името на гимназията става „Свети Константин-Кирил Философ“. Кръстник на училището е министърът на културата Боил Банов, а тържествената церемония се провежда в Софийския университет.

## Обучение
Гимназията има статут на лицей към Софийския университет „Св. Климент Охридски“ с решение на Академичния съвет на СУ от 7 декември 1994 г.
Учебните предмети в НГДЕК се делят на специални и общообразователни. Специалните предмети са хуманитарните предмети, чуждите езици и профилиращите предмети; те отговарят на целите и задачите на гимназията. Общообразователните предмети са природоматематическите предмети. В гимназията се изучават разширено древните езици латински, старогръцки и старобългарски език, литература, история, история на културата и философия, а така също съвременни езици, като френски, немски, английски, новогръцки, руски, испански и италиански.  
Минималният брой на учениците в една паралелка в гимназията е 18 души, а максималният брой – 26.
Към 2025 г. курсът на обучение е на три степени – прогимназиална, гимназиална и лицейна. Курсът на обучение в прогимназиален етап е тригодишен (5.-8. клас). Курсът на обучение в гимназията е петгодишен (8.-12. клас) и протича в две степени – гимназиална (8. – 10. клас) и лицейна (11. – 12. клас).
- Прогимназиален етап (5. – 7. клас): включва освен задължителните учебни часове и специализирани учебни предмети – един час допълнително история и цивилизации (5. – 7. клас) и един час антична култура (за 5. клас), култура (6. и 7. клас), както и по 0,5 часа факултативни езикови учебни часове – латински език (5. – 7. клас) и съответния за паралелката чужд език (5. и 6. клас). Паралелките се делят по изучавания чужд език – английски, френски, немски, италиански или испански. Завършилите успешно прогимназиалната степен на НГДЕК полагат задължителното национално външно оценяване по български език и литература и математика съгласно изискванията на Министерството на образованието и науката. За преминаване в 8. клас в гимназията учениците трябва да се явят наравно с всички външни ученици на приемен изпит по история и цивилизации.[14]
- Гимназиална степен (8. – 10. клас): включва обучение по хуманитарни и общообразователни дисциплини със засилено изучаване на езици – древни и съвременни. След успешното завършване на 8. клас учениците от получават свидетелство за завършено основно образование по образец, утвърден от Министерството на образованието и науката. Завършилите успешно гимназиалната степен имат право да продължат в лицейната степен на гимназията.
- Лицейна степен (11. – 12. клас): в нея се изучават само специални и профилиращи предмети.[14] Към 2025 г. е наличен Хуманитарен профил с история, литература и философия според наредбите на МОН. Завършилите успешно лицейната степен защитават дипломна работа пред комисия, определена със заповед на директора на гимназията или на декан на факултет на СУ „Св. Климент Охридски“. Те полагат задължителните държавни зрелостни изпити съгласно изискванията на Министерството на образованието и науката.

След успешно завършване на 12. клас, след успешната защита на дипломна работа и след успешното полагане на задължителни държавни зрелостни изпити учениците получават диплома за завършено средно образование по образец, утвърден от Министерството на културата.
В гимназията се провеждат и много извънкласни дейности. В свободноизбираемата подготовка са включени спорт, кръжоци, клубове, секции, хорови и театрални състави. Училищните хорове (детски, мъжки и девически), създадени и ръководени дълги години от Людмила Добринова, всяка година са канени да изнасят концерти на престижни фестивали в страната и чужбина. Дейността на проф. Добринова продължава и развива учителят по музика Даниел Иванов. При достатъчно желаещи ученици след часовете се изнасят беседи върху теми, изучавани в гимназията. Често в гимназията гостуват някогашни нейни възпитаници или други известни личности, които също изнасят лекции.

## Списък на известните личности, преподавали в НГДЕК[15]
- Албена Руневска (българист)
- Александър Стоянов (историк)
- Александър Николов (историк)
- Анна Шелудко (класически филолог)
- Богдан Богданов (класически филолог)
- Веселина Вачкова (историк)
- Владимир Ангелов (историк)
- Георги Ангелов (филолог, учител по френски)
- Георги Каприев (философ)
- Гергина Тончева (българист)
- Даниел Вачков (историк)
- Евгени Зашев (българист)
- Емил Джасим (историк, образователен експерт)
- Живка Икономова (старобългарист)
- Здравко Попов (философ)
- Иван Генов (преводач и преподавател)
- Илонка Джалева (една от първите българки с международен сертификат за футболен рефер)
- Искра Баева (историк)
- Кирил Мерджански (историк)
- Кирил Йорданов (историк)
- Кирил Прибойски (химик)
- Людмила Добринова (музикален педагог)
- Огнян Радев (класически филолог)
- Петър Ангелов (историк)
- Пламен Митев (историк)
- Светослав Живков (историк)
- София Филипова (поетеса, литературовед)
- Стамена Димова (българист)
- Христо Матанов (историк)
- Христо Тодоров (философ)
- Цветан Цветански (историк)

## Известни възпитаници[10][15][16]
- Аделина Радева (журналистка)
- Алек Попов (писател)
- Александър Воронов (актьор)
- Александър Драганов (писател и преводач)
- Александър Косев (режисьор и актьор)
- Александър Мануилов (писател, сценарист и драматург)
- Александър Николов (историк)
- Александър Стоянов (историк)
- Анастас Герджиков (бивш зам.-министър на образованието и ректор на Софийския университет, университетски преподавател)
- Андрей Захариев (телевизионен водещ, философ)
- Ани Васева (режисьорка)
- Арман Бабикян (журналист, политически ПР)
- Атанас Семов (юрист, подпредседател на 41-то Народното събрание)
- Богомил Балкански (мениджър)
- Божидар Лукарски (политик)
- Борис Грозданов (философ)
- Борис Мисирков (фотограф)
- Ваня Добрева (зам.-министърка на образованието и науката)
- Веселина Вачкова (историчка)
- Гадар Хачикян (политик)
- Георги Богданов (фотограф)
- Георги Къркеланов (актьор)
- Георги Стайков (актьор)
- Георги Тенев (писател)
- Деница Такева (египтоложка)
- Джун Йошида (кулинарен шеф)
- Димитър Бечев (политолог)
- Добрина Чешмеджиева (телевизионна водеща)
- Евгени Зашев (българист)
- Емануел Мутафов (бивш директор на Института за изследване на изкуствата, зам.-председател на БАН)
- Емил Джасим (историк, образователен експерт)
- Ивайла Попова (историчка)
- Ивайло „Нойзи“ Цветков (журналист)
- Иван Драгоев (философ)
- Иван Радоев (актьор)
- Иво Сиромахов (сценарист и писател)
- Ида Даниел (режисьорка, поетеса, актриса)
- Ицо Хазарта, псевдоним на Христо Петров (рап изпълнител и политик)
- Йонко Христов (юрист)
- Йордан Ефтимов (литературен критик)
- Кирил Вълчев (адвокат, водещ на „Седмицата“ на Дарик радио, генерален директор на БТА)
- Кирил Павликянов (византолог)
- Кирил Прибойски (бивш преподавател по химия)
- Корнелия Нинова (политик)
- Красимир Ципов (политик)
- Крум Бъчваров (археолог и преводач)
- Любомила Станиславова (политик)
- Макдонна Мосхо-Тзавелла (художничка)
- Маргарет Димитрова (филоложка)
- Мартичка Божилова (филмова продуцентка)
- Миа Сантова (телевизионна водеща)
- Милен Марчев (журналист, копирайтър и продуцент)
- Милена Минкова (сред десетимата в света, владеещи говорим латински език)
- Михаил Билалов (актьор)
- Николай Гочев (класически филолог и преводач)
- Николай Дойнов (поет, председател на Съюза на народните читалища)
- Огнян Златев (ръководител на Представителството на ЕК в България и в Хърватия)
- Орлин Тодоров (психоаналитик)
- Павел Колев (спортен журналист)
- Петър Волгин (радиоводещ и политик)
- Петър Николов-Зиков (политолог, политик)
- Пламен Бейков (оперен певец, драматург, директор на Русенската опера)
- Росен Карадимов (доцент по право в СУ)
- Росен Петров (сценарист)
- Самуел Финци (актьор)
- Силвия Трендафилова (журналистка, телевизионна водеща, политик и общественик)
- София Тзавелла (тв журналистка, режисьорка и сценаристка на документални филми)
- Спас Кьосев (телевизионен водещ)
- Страхил Каваленов (католически епископ)
- Съни Сънински (режисьор)
- Теодора Духовникова (актриса)
- Тодор Барболов (юрист и политик)
- Тошко Йорданов (сценарист и политик)
- Явор Гърдев (режисьор)
- Явор Константинов (поет)
- Филип Буков (актьор)
- Цветелин Степанов (историк)
- Цветан Цветански (историк)

## Любопитно
През 1984 г. в НГДЕК е създадена българската рок група Б.Т.Р.
При завършване на гимназията учениците получават сребърен пръстен с инициалите „НГДЕК“.
„Любословие“ е списание, издавано в София в края на 1980-те години, както и онлайн списание от 2014 г. Излиза като самиздат на НГДЕК. Издава се непериодично, веднъж на няколко години. В списанието са включени творбите на ученици, учители или завършили възпитаници на гимназията. Това е и името на предмета, преподаван в 8. клас от дългогодишната директорка на гимназията Гергина Тончева.
Част от традицията в Класическата гимназия е Античният празник в НГДЕК, на който учениците се маскират и поставят пиеси.